# Hattem

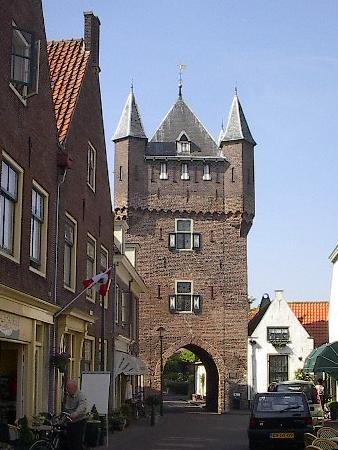
Stadsporten

Hattem är en kommun i provinsen Gelderland i Nederländerna. Kommunens totala area är 24,20 km² (där 1,08 km² är vatten) och invånarantalet är på 11 751 invånare (2005).